# Силата на Магнум
„Силата на Магнум“ (на английски: Magnum Force) е американски нео-ноар екшън трилър от 1973 г. и е вторият филм с участието на Клинт Истууд като Хари Калахан след „Мръсният Хари“ (1971). Тед Поуст, който партнира на Истууд по сериала Rawhide и уестърн филма „Закачете ги високо“, режисира филма. Сценарият е на Джон Милиус и Майкъл Чимино, които партнират на Истууд в „Печеният и новакът“. Музиката е композирана от Лало Шифрин. Филмът включва ранните появи на Дейвид Соул, Тим Матисън и Робърт Урих. Времетраенето му е над 123 минути, които го прави най-дългия от петте филма на „Мръсният Хари“.

## Актьорски състав
- Клинт Истууд – инспектор Хари Калахан („Мръсният Хари“)
- Хал Холбрук – инспектор Нийл Бригс
- Дейвид Соул – полицай Джон Дейвис
- Тим Матисън – полицай Пол Суийт
- Кип Нивън – полицай Алън Астрачан („Червеният“)
- Робърт Урих – полицай Марк Граймс
- Фелтън Пери – инспектор Ърлингтън Смит („Ърли“)
- Мичъл Райън – полицай Чарли Маккой
- Маргарет Ейвъри – Проститутка
- Боб Макклърг – шофьор на такси
- Джон Мичъм – инспектор Франк Диджорджио
- Албърт Попуел – Сводник
- Клифърд Пелоу – Лу Гузман
- Ричард Девън – Кармин Рика
- Кристин Уайт – Каръл Маккой
- Тони Джорджио – Франк Палансио
- Морис Аргент – Нат Уейнщайн
- Джак Кослин – Уолтър
- Боб Марч – Истабрук
- Адел Йошиока – Съни
- Уил Хъчинс – ченге (не е посочен в надписите)
- Сюзан Самърс – жена в басейна (не е посочена в надписите)

## В България
В България филмът първоначално се издава на видеокасета от „Брайт Айдиас“ през 1993 г.
| Пост                | Име                                                                       |
| ------------------- | ------------------------------------------------------------------------- |
| Преводач            | Елица Панайотова                                                          |
| Озвучаващи артисти  | Лидия Вълкова Георги Новаков Иван Танев Димитър Герасимов Никола Стефанов |
| Звукооператор       | Пламен Пировски                                                           |
| Звукорежисьор       | Сия Попова                                                                |
| Режисьор на дублажа | Мирослав Стоянов                                                          |